# Valle Luz
Valle Luz es una localidad del estado mexicano de Guerrero. Es parte del municipio de San Miguel Totolapan.

## Demografía
| Gráfica de evolución demográfica |
|                                  |

| Censo | Población |
| ----- | --------- |
| 1900  | 202       |
| 1910  | 239       |
| 1921  | 301       |
| 1930  | 357       |
| 1940  | 820       |
| 1950  | 915       |
| 1960  | 698       |
| 1970  | 670       |
| 1980  | 1 306     |
| 1990  | 1 562     |
| 2000  | 1 620     |
| 2010  | 1 509     |
| 2020  | 1 335     |